# 薩赫尼 (魯任區)
49°36′22″N 29°7′15″E / 49.60611°N 29.12083°E
薩赫尼（烏克蘭語：Сахни），是烏克蘭北部的村莊，隸屬日托米爾州的別爾季切夫區。該村始建於1736年，面積0.97平方公里，海拔高度245米，2001年人口170，人口密度每平方公里175.62人。